# 罗梅乌
罗梅乌是葡萄牙布拉干萨区的一个堂区。总面积14.22平方公里，总人口301人，人口密度21.2人/平方公里。